# El derecho a la pereza
El derecho a la pereza (en francés, Le droit à la paresse) es un ensayo habitualmente considerado utópico del autor franco cubano Paul Lafargue, su primer trabajo teórico, redactado en Inglaterra en 1880 para su primera publicación en el diario L'Egalité y posteriormente, como folleto 1883. 
En la obra, Lafargue realiza una crítica marxista del sistema económico nacido del capitalismo, cuyo desarrollo, concluye, desembocaría en una crisis de superproducción, causa de paro y miseria entre la clase trabajadora. Lafargue propone alcanzar, mediante la generalización del uso de las máquinas y la reducción de la jornada laboral, el estadio de los derechos del bienestar con el que culminaría la revolución social y cuya sociedad puede consagrar su tiempo a las ciencias, el arte y la satisfacción de las necesidades humanas elementales. No debe confundirse esta causa con el llamado estado del bienestar ("Welfare State" y "Warfare State"; cfr. Otto von Bismarck), ni con el estado social, la economía social de mercado o el estado social y democrático de derecho.

## Ediciones
El derecho a la pereza por su estilo irónico y contenido polémico, alcanzó una gran popularidad a finales del siglo XIX entre los partidarios y críticos con el movimiento obrero europeo para más tarde significarse como una de las obras literarias de mayor relevancia de Francia.
Tras la Revolución rusa y con el auge del pensamiento partidario de las políticas soviéticas del productivismo, que es criticado en la obra de Lafargue, el texto fue relegado hasta que tras la Segunda Guerra Mundial fue redescubierto para su reedición y reivindicación por sectores muy dispares, abandonando su condición de obra ideológica para convertirse en patrimonio universal.

## Contenido

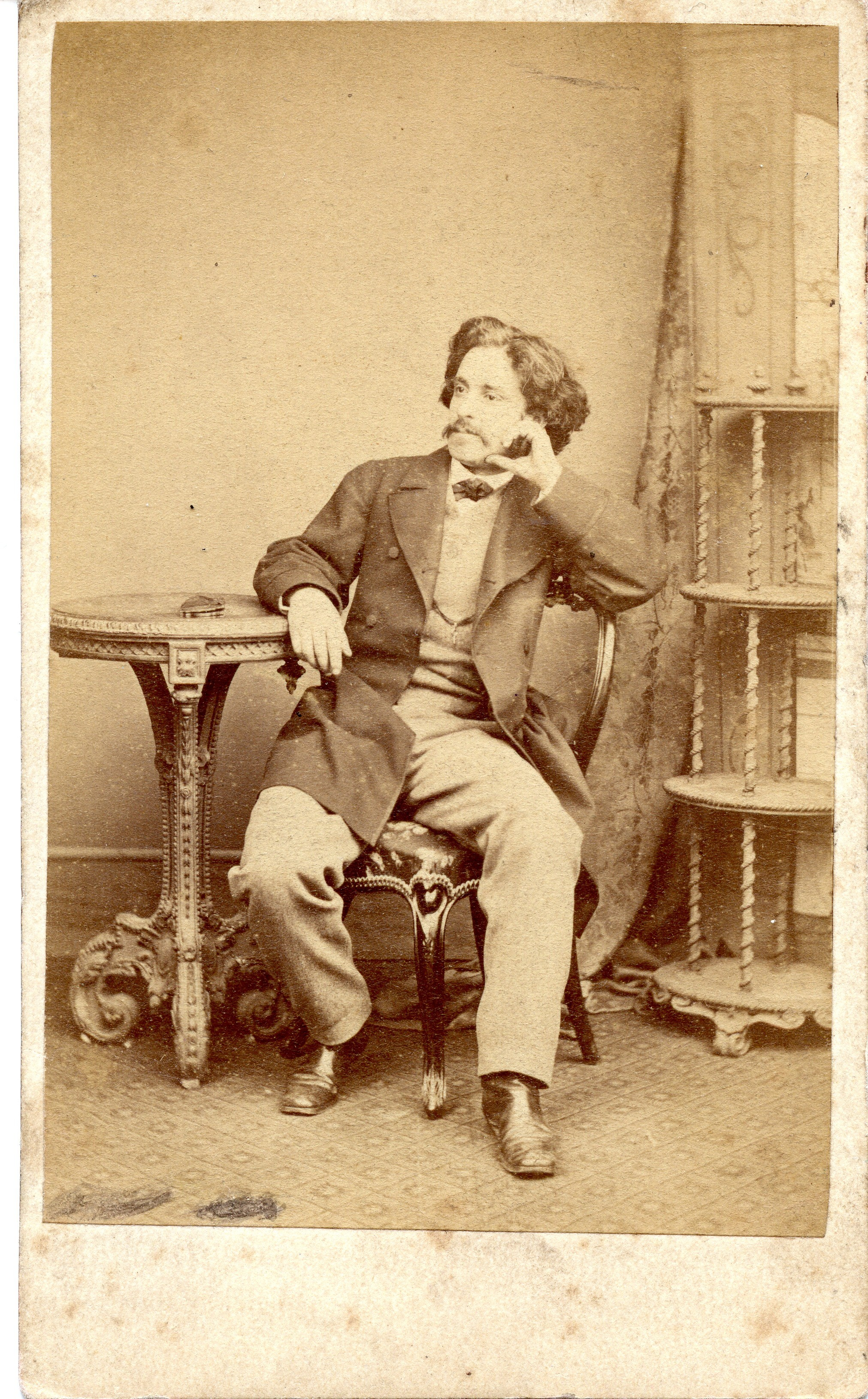
Paul Lafargue, autor de El derecho a la pereza, en 1869.

En El derecho a la pereza, el autor hace una defensa del "sueño de la abundancia y el goce, de la liberación de la esclavitud del trabajo" empleando la paradoja como figura retórica para mejor explicar la doctrina marxista entre la clase obrera de su tiempo. Escrito como una refutación a El derecho al trabajo (Louis Blanc, 1848), Lafargue defiende que el trabajo es el resultado de una imposición del capitalismo, contrariamente a la idea tradicional de reivindicación obrera, y lo contrapone a los derechos de la pereza, más acordes con los instintos de la naturaleza humana, con los que se alcanzarían los derechos al bienestar y la culminación de la revolución social.
Lafargue analiza las consecuencias de la crisis de superproducción que consideraba inevitable en el sistema económico burgués, y que se manifestarían por la ruina de los capitalistas, el paro y la miseria de los trabajadores. En un estadio previo, Lafargue considera y critica conceptos como el del sobreconsumo, la existencia de una clase doméstica de consumidores improductivos o la creación de necesidades y mercados ficticios con los que el sistema capitalista facilitaría la salida y reducción de vida útil de los productos.
Lafargue propone reducir las jornadas laborales a 3 horas como máximo y mejorar el poder adquisitivo de la clase trabajadora como soluciones a las crisis de superproducción periódicas, pero oponiéndose al interés capitalista por el beneficio económico y apuntaba como ejemplo las políticas realizadas entonces en Inglaterra y Estados Unidos en favor del maquinismo.
Sin embargo, para Lafargue, el maquinismo o la introducción de las máquinas en un sistema capitalista podría generalizar el paro y la miseria, mientras que con el triunfo revolucionario, representaría el instrumento básico para trabajar lo menos posible y disfrutar intelectualmente y físicamente lo más posible.

## Resumen
«Jehová, el dios barbado y huraño, dio a sus adoradores el supremo ejemplo de la pereza ideal; después de seis días de trabajo, descansó por toda la eternidad».

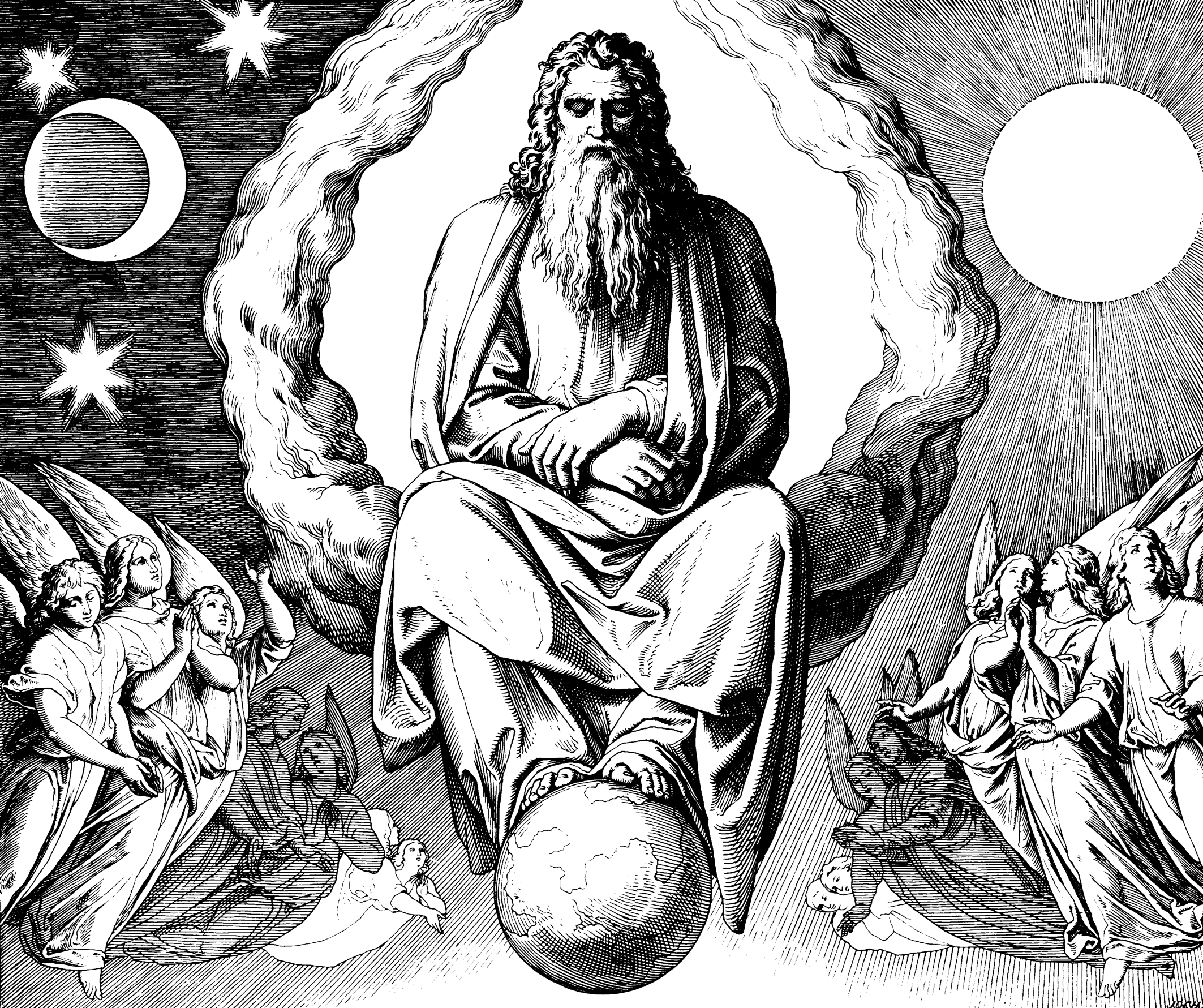
Dios descansa con su creación, por Julius Schnorr von Carolsfeld (1860). Lafargue dice:
«Jehová, el dios barbado y huraño, dio a sus adoradores el supremo ejemplo de la pereza ideal; después de seis días de trabajo, descansó por toda la eternidad».

La obra comienza con una cita de Adolphe Thiers:

«Quiero recuperar con toda su fuerza la influencia del clero, porque cuento con él para propagar esa buena filosofía que enseña al hombre que está aquí para sufrir, y oponerla a esa otra filosofía que dice al hombre lo contrario: 'Disfruta'».

Para Lafargue, son "los curas, los economistas y los moralistas" los que están en el origen de este absurdo amor al trabajo.

### «Un dogma desastroso»
"Seamos perezosos en todas las cosas, excepto al amar y al beber, excepto al ser perezosos". Lessing

En este primer capítulo, Lafargue se asombra de la "extraña locura" que es el amor que la clase obrera siente por el trabajo, mientras lo describe como "la causa de toda degeneración intelectual, de toda deformación orgánica".
Sin embargo, este amor no es universal: las sociedades primitivas "que los misioneros del comercio y los mercaderes de la religión aún no han corrompido con el cristianismo, la sífilis y el dogma del trabajo" escapan a él, así como las antiguas civilizaciones en las que los filósofos consideraban el trabajo como una "degradación del hombre libre".

### «Bendiciones del trabajo»

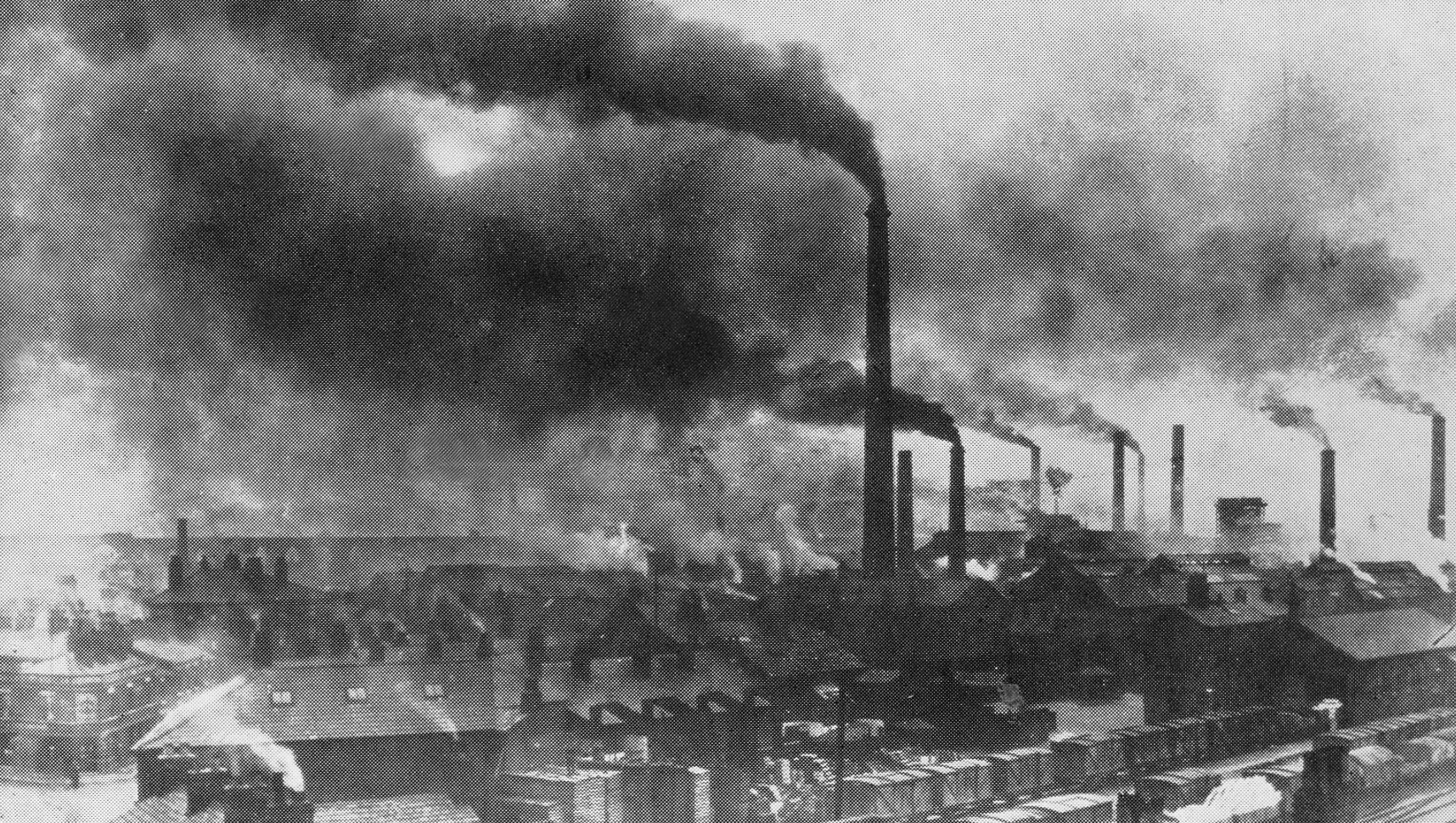
Fábrica de la era victoriana, s. XIX.

En este capítulo, Lafargue se propone describir las condiciones de trabajo particularmente difíciles de la clase obrera en la Europa capitalista del siglo XIX. Denunció la influencia nociva del progreso técnico, que podría ser beneficioso. Según él, la maquinaria debería conducir a una reducción de las horas de trabajo, incluso a jornadas laborales de tres horas. Lafargue denunció el hecho de que los niños pequeños fueran obligados a trabajar más de doce horas al día, además de mujeres y hombres. Considera que el trabajo, en las llamadas sociedades primitivas o en Francia bajo el Antiguo Régimen, estaba mejor organizado porque había días festivos, no laborales, mucho más que en la sociedad industrial.
Lafargue observa que los trabajadores son cada vez más pobres a medida que trabajan más y más. Juzgó que la Revolución francesa con sus ideales burgueses de derechos humanos no ayudaba mucho, ya que la burguesía cristiana y los terratenientes se mostraban más tarde propicios para mostrar su caridad cristiana, pero de ninguna manera defendiendo los "derechos de la pereza", que eran primordiales según Lafargue. Piensa que los esclavos y los convictos trabajaban menos horas al día que los obreros.

### «Las consecuencias de la sobreproducción»

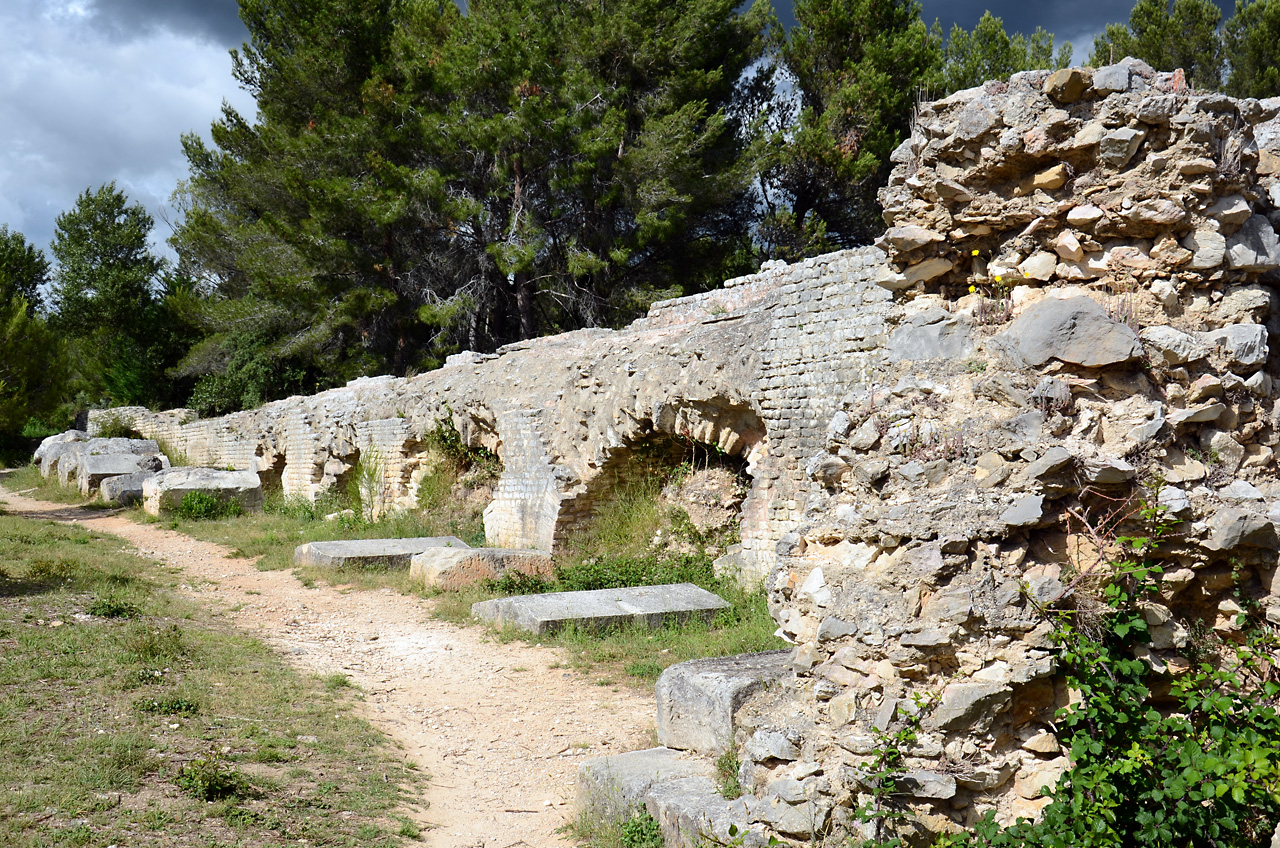
Acueducto y molinos de Barbegal, siglo II d. C.. Lafargue cita al poeta Antipatros sobre cómo el molino de agua "iba a emancipar a las mujeres esclavas y a recuperar la edad de oro".

En este contexto de revolución industrial y progreso técnico, la máquina, en lugar de liberar a los humanos del trabajo más arduo, entró en competencia con ellos:

«A medida que la máquina se perfecciona y quita el trabajo del hombre con una rapidez y una precisión constantemente crecientes, el obrero, en vez de prolongar su descanso en la misma proporción, redobla su actividad, como si quisiera rivalizar con la máquina. ¡Qué competencia absurda y mortal!»

Esto se traduce en un aumento del tiempo de trabajo a través de la supresión de los días festivos y la prolongación de las jornadas de trabajo, lo que conduce a un aumento de la producción.
Lafargue explica irónicamente que los burgueses se ven entonces "obligados" a dejar de trabajar y a consumir en exceso. Para ello, retiran a un número de hombres del trabajo productivo para emplearlos a su servicio. La burguesía se "acomoda" a este modo de vida y ya no puede prever un retorno al pasado. Fue entonces cuando los proletarios, con consignas como "el que no trabaja, no come", se lanzaron a imponer el trabajo a esta burguesía ociosa. Para sofocar estos levantamientos, los capitalistas "se rodean de pretorianos, policías, magistrados y carceleros mantenidos en una improductividad laboriosa".
Esta masa de seres humanos retirados del trabajo productivo no era suficiente para deshacerse de la sobreproducción, por lo que los capitalistas tuvieron que buscar nuevas salidas en las colonias, para reducir la calidad de los productos con el fin de acelerar su renovación ("En nuestros departamentos laneros, se destejen los harapos sucios y a medio podrir para hacer paños llamados "de renacimiento", que duran lo que duran las promesas electorales") y crean nuevas necesidades artificiales. Dado que estas medidas todavía no son suficientes para eliminar toda la sobreproducción, el recurso al desempleo es inevitable.
Es necesario, pues, reducir las horas de trabajo y aumentar los salarios, pues es cuando son altos cuando, para ahorrarlos, el capitalista se ve obligado a desarrollar el trabajo mecánico.

### «Una nueva melodía, una nueva canción»

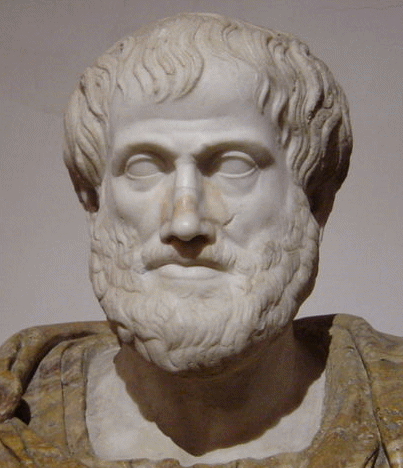
Lafargue cita a clásicos como Aristóteles que alababan el descanso y el ocio por encima del trabajo.

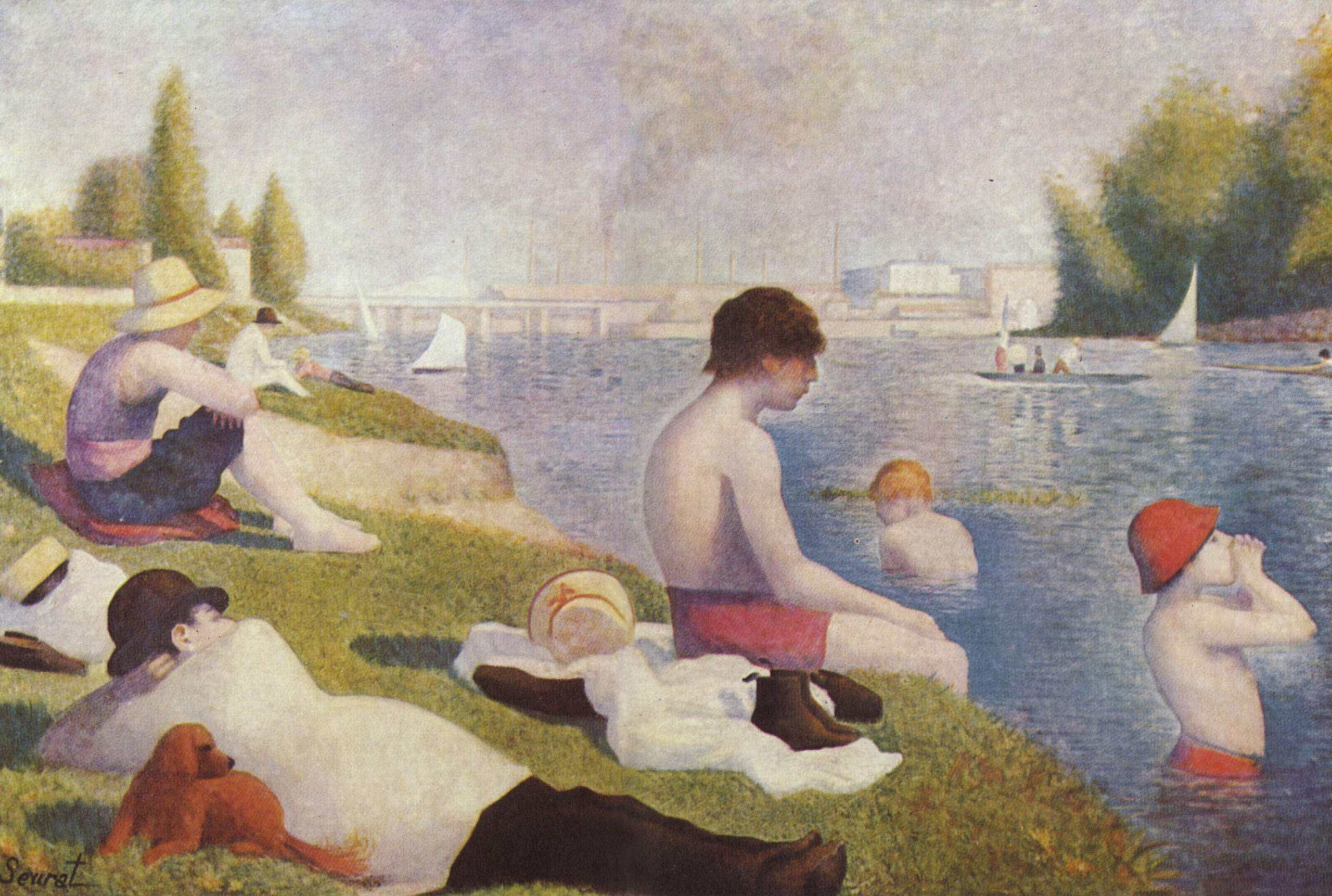
Un baño en Asnieres, Georges Pierre Seurat (1884). Lafargue sugiere que con tres horas de trabajo al día los hombres podrían dedicarse al ocio.

Para salir de la crisis, hay que obligar a los trabajadores a consumir sus productos.

«La burguesía, aliviada entonces de la tarea de ser consumidora universal, se apresurará a licenciar la legión de soldados, magistrados, intrigantes, proxenetas, etc., que ha retirado del trabajo útil para ayudarla a consumir y despilfarrar».

Como consecuencia de esta afluencia de personas improductivas al mercado laboral, éste se volverá "desbordante" y la única solución sería reducir drásticamente las horas de trabajo.

«Si la clase obrera, tras arrancar de su corazón el vicio que la domina y que envilece su naturaleza, se levantara con toda su fuerza, no para reclamar los Derechos del Hombre (que no son más que los derechos de la explotación capitalista), no para reclamar el Derecho al Trabajo (que no es más que el derecho a la miseria), sino para forjar una ley de bronce que prohibiera a todos los hombres trabajar más de tres horas por día, la Tierra, la vieja Tierra, estremecida de alegría, sentiría brincar en ella un nuevo universo...¿Pero cómo pedir a un proletariado corrompido por la moral capitalista que tome una resolución viril?»

«Aristóteles preveía que "si cada herramienta pudiera ejecutar por sí misma su función propia, como las obras maestras de Dédalo se movían por sí mismas, o como los trípodes de Vulcano se ocupaban espontáneamente de su trabajo sagrado; si, por ejemplo, las lanzaderas de los tejedores tejieran por sí mismas, el jefe del taller ya no tendría necesidad de ayudantes, ni el amo de esclavos".

El sueño de Aristóteles es nuestra realidad [...] y sin embargo el genio de los grandes filósofos del capitalismo permanece dominado por el prejuicio del trabajo asalariado, la peor de las esclavitudes. Todavía no comprenden que la máquina es la redentora de la humanidad, el Dios que liberará al hombre de las sórdidas artes y del trabajo asalariado, el Dios que le dará el ocio y la libertad.»

## Influencia
El derecho a la pereza permitió precisar los argumentos del pensamiento de Lafargue en contra de las tesis de economistas teóricos del capitalismo por lo que tuvo una gran aceptación entre los marxistas y también el anarquismo. 
"Eligió la palabra pereza como provocación y la entiende como un derecho humano, para luego proponer disminuir las jornadas de trabajo y permitirle a los obreros un mayor tiempo de esparcimiento. En esa época era algo totalmente relevante", expresa el biógrafo emérito de la Universidad de Columbia Leslie Derfler.
Más tarde, tras las reediciones de los años 1970 la obra ha sido estudiada por los teóricos de la sociedad del ocio, siendo una obra considerada como precursora de sus doctrinas en favor de reducir la jornada laboral y consagrar mayor tiempo a las ciencias, artes y necesidades imprescindibles.

## Crítica
Para Pérez Ledesma[cita requerida], Lafargue pese a su rigor central, cae con frecuencia en el uso de tópicos y apologías en sus análisis de las formas de vida preindustriales que se ajustan poco a la realidad histórica. En otros fragmentos de su obra también se recurre a caracterizaciones étnicas con las que distingue a los diferentes pueblos para los que el trabajo es una necesidad, a los que él considera libres a la vez que demuestra una desconsideración hacia los trabajos manuales en la misma línea que los filósofos de la época clásica asentados entonces en un sistema económico basado en el esclavismo[cita requerida].

### Referencia a los gallegos y españoles
Paul Lafargue cita a los gallegos coma un ejemplo negativo, junto escoceses, auverneses, pomeranos y chinos. En contraposición cita a los españoles y griegos como ejemplo contrario.

Para el español, en que el animal originario no está atrofiado, el trabajo es peor que la esclavitud.

Por contra, ¿Cuales son las razas para las que el trabajo es una necesidad orgánica? Los auverneses; los escoceses, esos auverneses de las Islas Británicas; los gallegos, esos auverneses de la Península Iberica; los pomeranos, esos auverneses de Alemania; los chinos, esos auverneses de Asia.